# ARP
Az ARP (Address Resolution Protocol, azaz címfeloldási protokoll) az informatikában a számítógépes hálózatokon használatos módszer az IP-címek és MAC-címek (fizikai címek) egymáshoz rendeléséhez. Gyakorlatilag az IP-cím ismeretében hozzájutunk a 48 bites hálózati kártya gyártója által meghatározott fizikai címhez. Az IPv4 és az Ethernet széles körű elterjedtsége miatt általában IP-címek és Ethernet-címek közötti fordításra használják, de ATM- vagy FDDI-hálózatokban is működőképes.

## Sajátosságai
Az Address Resolution Protocol (ARP) protokoll a TCP/IP protokollrendszer része, a kimenő adatcsomagok IP és MAC címének megfeleltetéseit tárolja és kezeli (részletes leírás az RFC 826 szabványban található). Minden IP datagram egy keretbe van foglalva és ehhez adódik hozzá a forrás és céleszköz MAC címe. Fontos, hogy a MAC címek egyedileg azonosítják az egész világon az adott eszközt (hálózati kártyát, routert stb.). Protokollszinten tulajdonképpen a gépek nem IP-cím alapján, hanem MAC cím alapján "látják" egymást, csak az operációs rendszer ezt elrejti előlünk, ami nem probléma, mert általában nincs is rá szükség a mindennapi munkában. Így tehát minden egyes kiküldött csomaghoz szükség van a célgép MAC címére.
Azért, hogy ne kelljen állandóan lekérdezni őket, bekerülnek egy helyi gyorsítótárba és ismételt küldésnél innen olvassa ki a protokoll. Az ARP feladata, hogy a cél IP-címet megkeresse a helyi tárban és amennyiben megtalálta, hozzárendelje a MAC címet. Ha nem találja, akkor üzenetszórásos kérést küld ki a hálózatba IP-cím alapján a MAC címet kérve, melyre csak az a gép fog válaszolni, amelyik az adott IP-címmel rendelkezik. Kialakul a gépek között egy oda-vissza irányú "társalgás", melynek részeként eljut a forrásgéphez a célgép MAC címe. Immár minden adat rendelkezésre áll a gyorsítótár bővítéséhez.
A fenti leírásból is érzékelhető, hogy lényegi sebességkülönbség van a gyorsítótárazott, ill. az ezt nélkülöző kérések kiszolgálásának kezdeti reakcióidejében. Több platformon is rendelkezésre áll az ARP segédprogram (Windows alatt az ARP.EXE hivatott ellátni a feladatát) a gyorsítótár adatainak kezelésére.
Gyorsítótár adatainak megjelenítése
Az alábbi kapcsolóval kilistázhatjuk a képernyőre a gyorsítótár adatait az összes hálózati adapterre vonatkozóan:
arp -a
Ugyanezt érjük el a következő paranccsal is:
arp -g
Ha csak egy adott IP-címhez tartozó MAC címre vagyunk kíváncsiak:
arp -a 192.168.0.1
Példánkban a 192.168.0.1 címet használtuk, de tetszés szerint más is megadható.

## Új bejegyzés felvétele a gyorsítótárba
Erre a lehetőségre főleg hibajavítások alkalmával lehet szükség:
arp -s 192.168.0.1 00-48-54-6e-79-22
A -s utáni első paraméter a célgép IP-címe, második a MAC címe. Ha a felvétel automatikusan történik, mi szükség lehet a kézi beállításokra? Egy egyszerű példa: egyik kollégánk elállította egy AXIS kameraszerver IP-címét és a módosított cím feledésbe merült. Ettől kezdve nem volt elérhető a szerver, nem lehetett konfigurálni. Ismert volt viszont a MAC cím (rajta volt a gyári csomagolásán). 
Fenti paranccsal megadtunk egy fals, de az adott alhálózatban érvényes IP-címet – hozzárendeltük a hamis címet az érvényes MAC-hez. Az eredmény: az adott címen elérhető lett a kiszolgáló és vissza lehetett állítani az eredeti IP-t.
Bejegyzés törlése
A -d kapcsoló után meg kell adni a törlendő bejegyzéshez tartozó IP-címet:
arp -d 192.168.0.1
Akkor használható, ha a célgépben megváltozott a hálózati adapter és kommunikációs zavarok miatt nem történik meg a forrásgép frissítése.
Az összes bejegyzés törlése:
arp -d *
Ezt végzi el többek között Windows XP alatt a hálózati kapcsolatok javítása menüpont (lásd a kapcsolódó cikkeket).

## Ügyfélgépek
Két ügyfélgép a következő négy alapesetben használja az ARP protokollt:
1. Ha a két ügyfélgép ugyanazon a hálózaton található, és az egyik szeretne csomagot küldeni a másik számára.
2. Ha a két ügyfélgép különböző hálózaton található, és átjárón/útválasztón (gateway/router) keresztül érik el egymást.
3. Ha egy útválasztónak tovább kell küldenie egy ügyfél csomagját egy másik útválasztón keresztül.
4. Ha egy útválasztónak tovább kell küldenie egy ügyfél csomagját a címzettnek, ami ugyanazon a hálózaton található.

Az első esetben a két ügyfél ugyanazon a fizikai hálózaton található (tehát közvetlenül kommunikálhatnak egymással útválasztó igénybevétele nélkül). A másik három eset az interneten leggyakoribb, ahol általában bármely két számítógép több mint 3 ugrás (hop) távolságra van egymástól.
Képzeljük el, hogy az A számítógép küld csomagot a D számítógépnek, és köztük B és C útválasztók találhatók. A 2. esetben A küld B-nek, a 3. esetben B küld C-nek, és a 4. esetben C küld D-nek csomagot.
Az ARP-t az RFC 826 definiálja.

## Direkt leképezés
Direct mapping

## Dinamikus leképezés
Dinamic mapping Ethernet hálózaton az ARP a broadcast címzést használja ki.

## Biztonság
Az ARP kérésekkel könnyen vissza lehet élni: A támadó válaszolhat tetszőleges ARP kérésre, így blokkolhatja vagy hamisíthatja a kommunikációt az alhálózat hosztjai között. Hamisítás esetén ARP spoofing-ról, blokkolás esetén denial-of-service (DOS) támadásról beszélünk. Az APR poisoning az a támadási módszer, ahol egy eszköz ARP gyorstárát (cache) a támadó valótlan IP-MAC hozzárendelésekkel tölti fel.